# La Tena
La Tena is een bestuurslaag in het regentschap Oost-Soemba van de provincie Oost-Nusa Tenggara, Indonesië. La Tena telt 613 inwoners (volkstelling 2010).